# Чемпіонат Швеції з футболу 1900

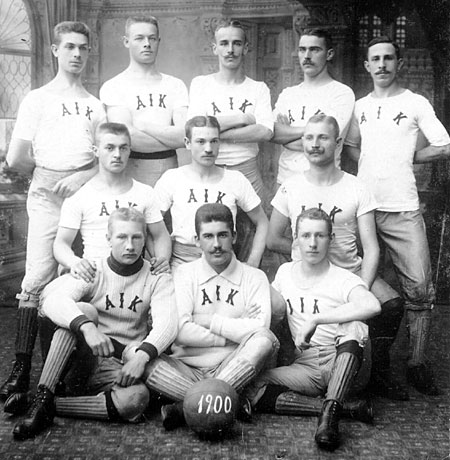
Гравці АІКа після першого здобуття титулу чемпіона Швеції (1900)

Svenska Mästerskapet 1900 — п'ятий чемпіонат Швеції з футболу. 
Чемпіоном Швеції вперше став стокгольмський клуб АІК.

## Фінал
29 липня 1900 АІК (Стокгольм) — «Ергрюте» ІС (Гетеборг) 1:0